# Kombüse

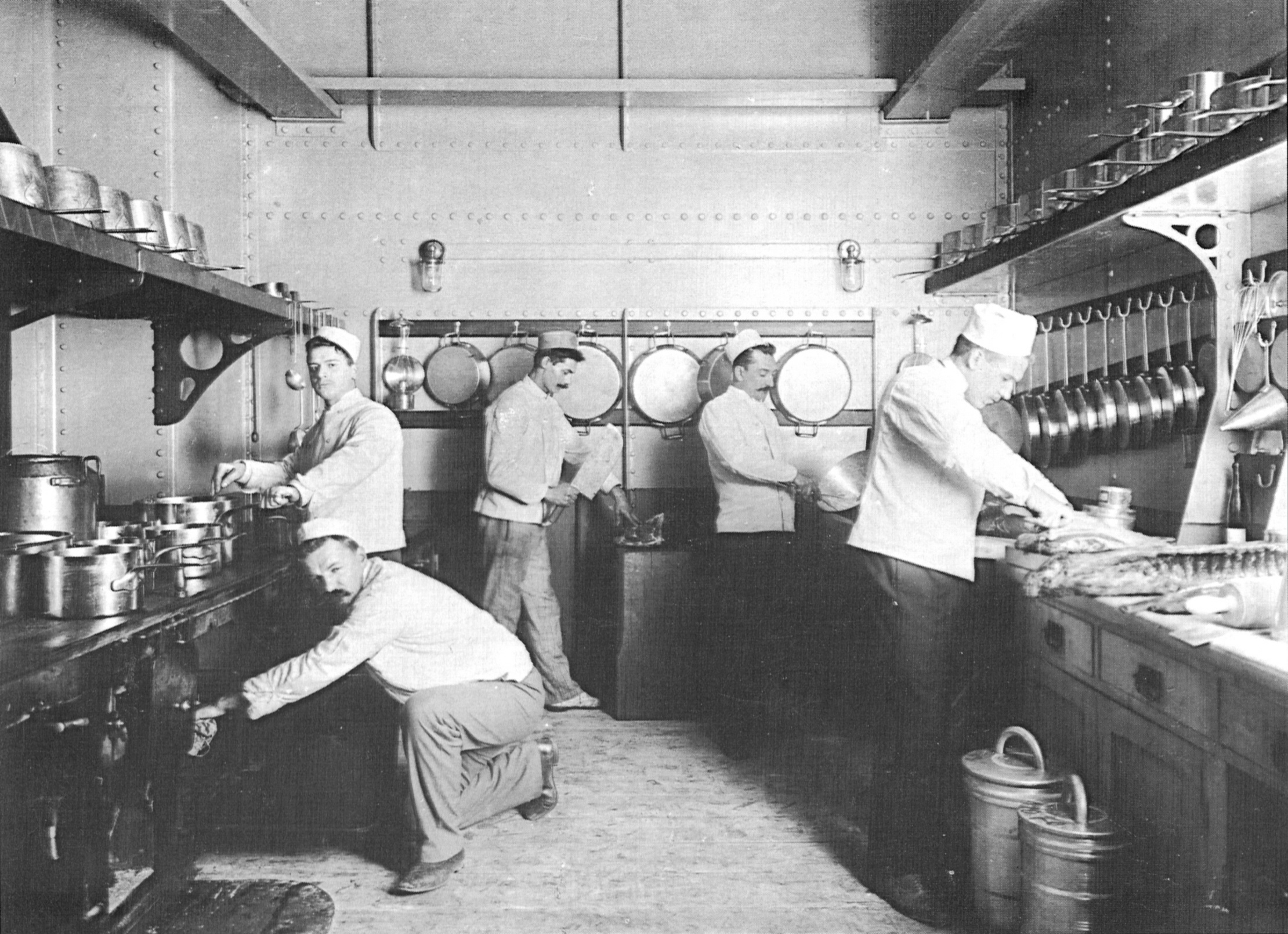
Schiffsküche um 1905 auf einem Mittelmeer-Linienschiff

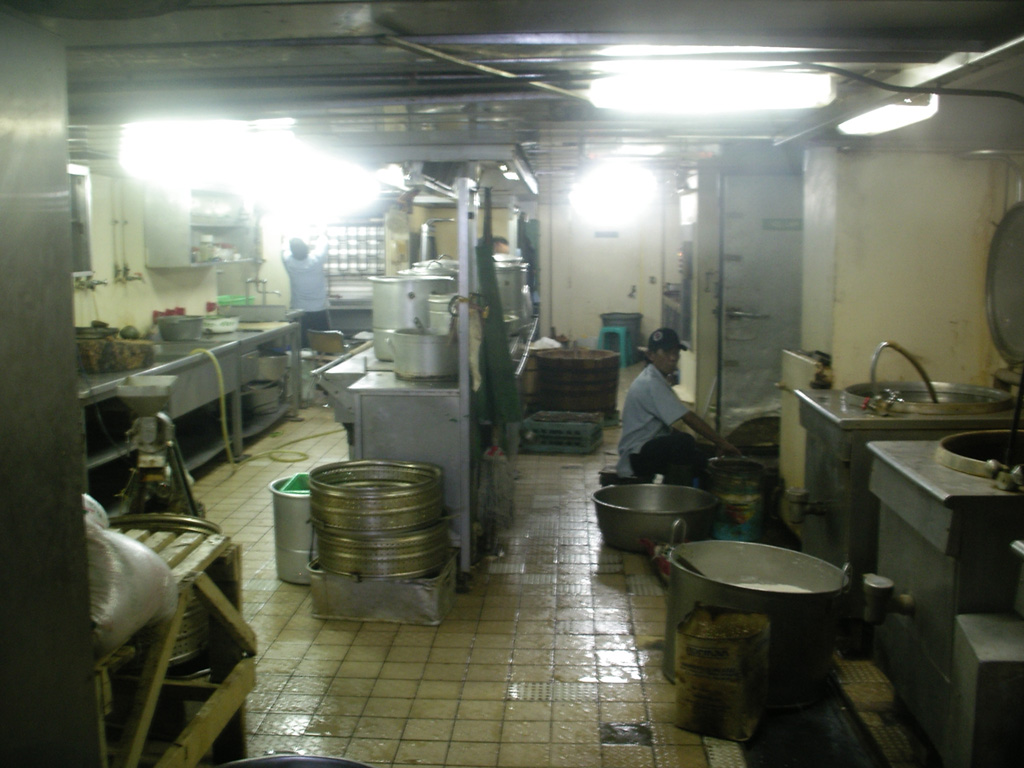
Kombüse auf einem indonesischen Schiff

Unter dem Begriff Kombüse versteht man heute im Allgemeinen die Küche auf einem Schiff.
Das Wort Kombüse wird auf mittelniederländisch kabuyse oder kabuys zurückgeführt und erscheint im 15. Jahrhundert im Mittelniederdeutschen als kabuse (siehe auch Kabuff): Damals bedeutete es so viel wie Bretterverschlag als Küchenraum an Bord, auch kleines, niedriges Deckshaus für die Küche.
Auf Yachten bezeichnet man die Küche auch als Pantry. Dieser Begriff bezeichnete auf größeren Schiffen meist eine einfache Anrichte oder kleine Küche. Er kann aber auch den Raum zur Reinigung und Aufbewahrung des Geschirrs bezeichnen. 
Der Küchenchef der Kombüse wird traditionell als Smut oder Smutje bezeichnet. Ihm können zur Unterstützung sogenannte Backschafter zugeteilt sein. Das sind Mitglieder der Schiffsbesatzung, die reihum in der Küche aushelfen. Dies gilt für die deutsche Marine. 
Auf Handelsschiffen ist Chef die Bezeichnung für den Küchenchef. Backschaft wird vom Steward oder dem Messejungen gemacht. 
Auf Passagierschiffen wird der Küchenchef für die Passagiere Koch genannt.
Auf Afrikaans heißt kombuis heute Küche im Allgemeinen, da sich die Sprache aus dem Niederländischen der Seefahrer im 17. Jahrhundert entwickelt hat.